# 本郷埴輪窯跡

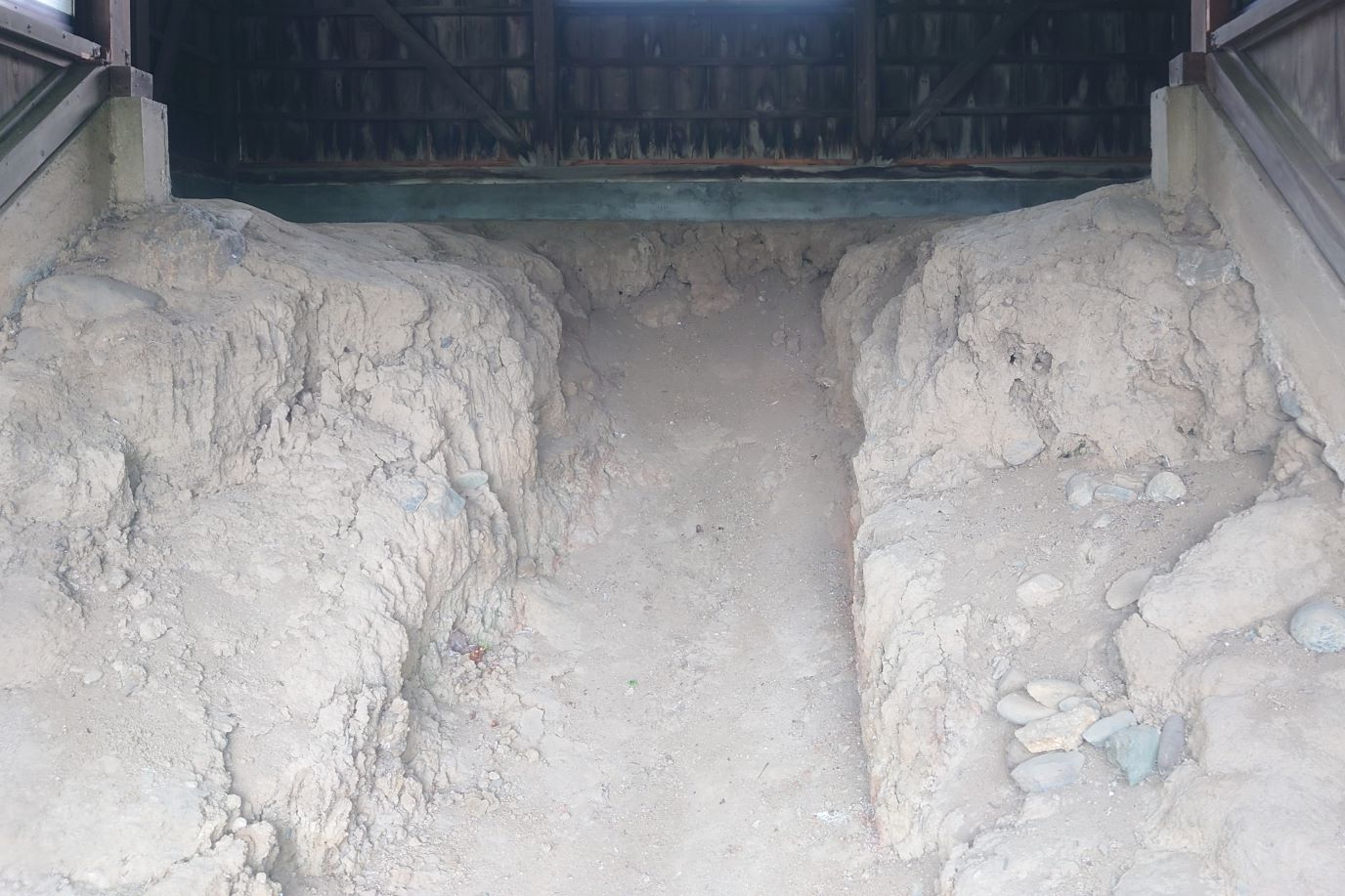
本郷埴輪窯跡（A窯）。

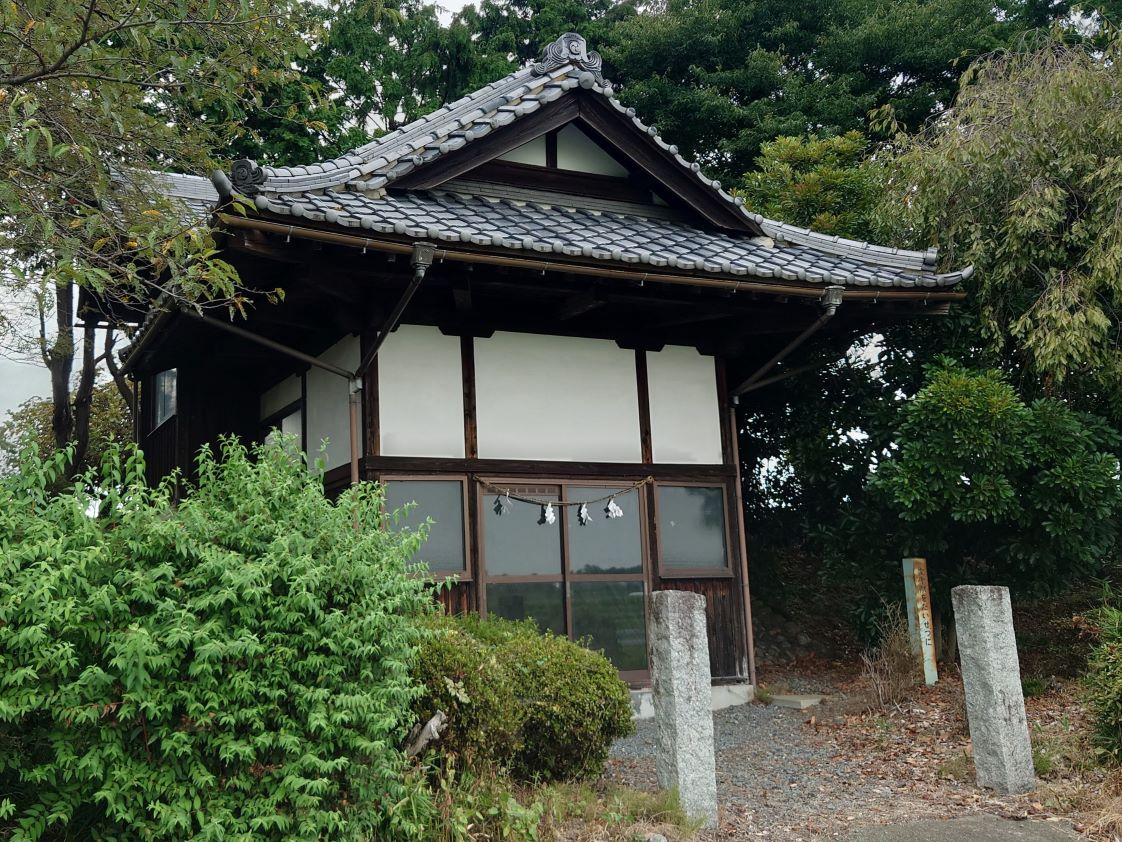
本郷埴輪窯跡覆屋外観。

本郷埴輪窯跡（ほんごうはにわかまあと）は、群馬県藤岡市本郷に所在する、埴輪を焼成するための古墳時代の窯跡。国の史跡に指定されている。

## 概要
神流川の河岸段丘の傾斜地を利用して構築された登り窯群である。北約1.5キロメートルに位置する藤岡市街地は藤岡台地に位置しており、その下には特産品である瓦に現在も用いられる粘土層がある。当地の表土下にも同様の粘土層があることが、この地に埴輪窯が築かれる一因となったとみられる。
1907年（明治39年）11月、道路造成で生じた崖面から、柴田常恵の調査によって土坑2つが発見され、うち1つから灰・木炭屑・焼土・埴輪片が見つかったことから、「埴輪製造の竈址」とみなされた。
1943年（昭和18年）・1944年（昭和19年）に、柴田の発見した土坑の約50メートル北の地点で、2基の窯跡が尾崎喜左雄によって発見された。尾崎の発見したA窯・B窯は約4メートルの間隔を空けて、全長約10メートル幅約2メートルの規模で、窯底に段差のない登り窯が並んでおり、連続する約100メートルの同一平面上に20数基の同様の埴輪窯が存在したことが推定されている。
窯跡で発見された埴輪片には人物埴輪や馬形埴輪、器財埴輪が含まれており、6世紀中から後半にかけて製作されたものとみられている。
1944年（昭和19年）11月13日に史跡に指定された。1945年（昭和20年）にA窯に覆屋がかけられ、発掘された状態を見学できるようになっている。
埴輪窯は小林古墳群の南端に位置しており、群集墳被葬者と工人集団との関連が注目されている。埴輪窯の南約100メートルには埴輪起源神話の野見宿禰を祭神とする土師神社が存在し、土師氏との同族意識を持つ工人集団の存在が想定される。
藤岡市内では他にも鮎川流域の猿田埴輪窯遺跡群が発見されており、埴輪の一大産地であったとみられている。藤岡地域の土を用いた埴輪が綿貫観音山古墳や洞山古墳群（伊勢崎市赤堀地区）などからも胎土の特徴から確認されており、埴輪製品あるいは原料粘土の供給源として埴輪生産の拠点となっていたと言える。